# Fotsiforia flavifrons
Fotsiforia flavifrons là một loài tò vò trong họ Ichneumonidae.